# アルミンド・トゥエ・ナ・バンニャ
ブルーマ（Bruma）ことアルミンド・トゥエ・ナ・バンニャ（Armindo Tué Na Bangna, 1994年10月24日 - ）は、ギニアビサウ・ビサウ出身のサッカー選手。ポジションはFW。SLベンフィカ所属。ポルトガル代表。

## 経歴
2004年からスポルティングCPのユースチームに所属し、2011年にトップチームに昇格した。
2013年2月16日、ジル・ビセンテFC戦でプロ初ゴールを記録した。
2013年9月4日、トルコのガラタサライASへの移籍が発表された。9月13日、アンタルヤスポル戦で移籍後初出場を果たした。
2017年6月14日、RBライプツィヒに移籍した。
2019年6月28日、PSVアイントホーフェンと5年契約を締結した。
2020年10月5日、オリンピアコスFCに1シーズンのレンタル移籍をした。
2022年、フェネルバフチェSKにレンタル移籍。2023年1月20日に完全移籍となり、2年半契約を結んだ。
2023年1月29日、SCブラガに買取オプション付きでレンタル移籍。同年6月14日に完全移籍となり、4年契約を結んだ。

## 代表歴
ポルトガル代表として2012年にUEFA U-19欧州選手権に出場し、2013 FIFA U-20ワールドカップでは5得点を記録した。

## 所属クラブ
- スポルティング・クルーベ・デ・ポルトゥガルB（ポルトガル語版）2012-2013
- スポルティング・クルーベ・デ・ポルトゥガル 2013
- ガラタサライSK 2013-2017

→ ガズィアンテプスポル 2014（期限付き移籍）
→ レアル・ソシエダ 2015-2016（期限付き移籍）
- RBライプツィヒ 2017-2019
- PSVアイントホーフェン 2019-2023

→ オリンピアコスFC 2020-2021（期限付き移籍）
→ フェネルバフチェSK 2022-2023（期限付き移籍）
- フェネルバフチェSK 2023

→ SCブラガ（期限付き移籍）2023
- SCブラガ 2023-

## タイトル

### クラブ
ガラタサライSK
- スュペル・リグ 2014-15
- テュルキエ・クパス 2014-15
- TFFスュペル・クパ 2016

オリンピアコスFC
- スーパーリーグ 2020-21

PSV
- KNVBカップ 2021-22
- ヨハン・クライフ・スハール 2021

### 個人
- 2013 FIFA U-20ワールドカップ シルバーシュー